# Mohamed Lahlali
Mohamed Lahlali (Beni-Oujjine (Marokko), 1 januari 1952) was een Belgisch lid van het Brussels Hoofdstedelijk Parlement.

## Levensloop
Lahlali, afkomstig uit Marokko, werd werkzaam bij Actiris.
Voor de PS werd hij in 1994 verkozen tot gemeenteraadslid van Schaarbeek, wat hij bleef tot in 2014. Van 2001 tot 2006 was hij er schepen. Tevens was hij van 2004 tot 2009 lid van het Brussels Hoofdstedelijk Parlement.